# The Cobbler

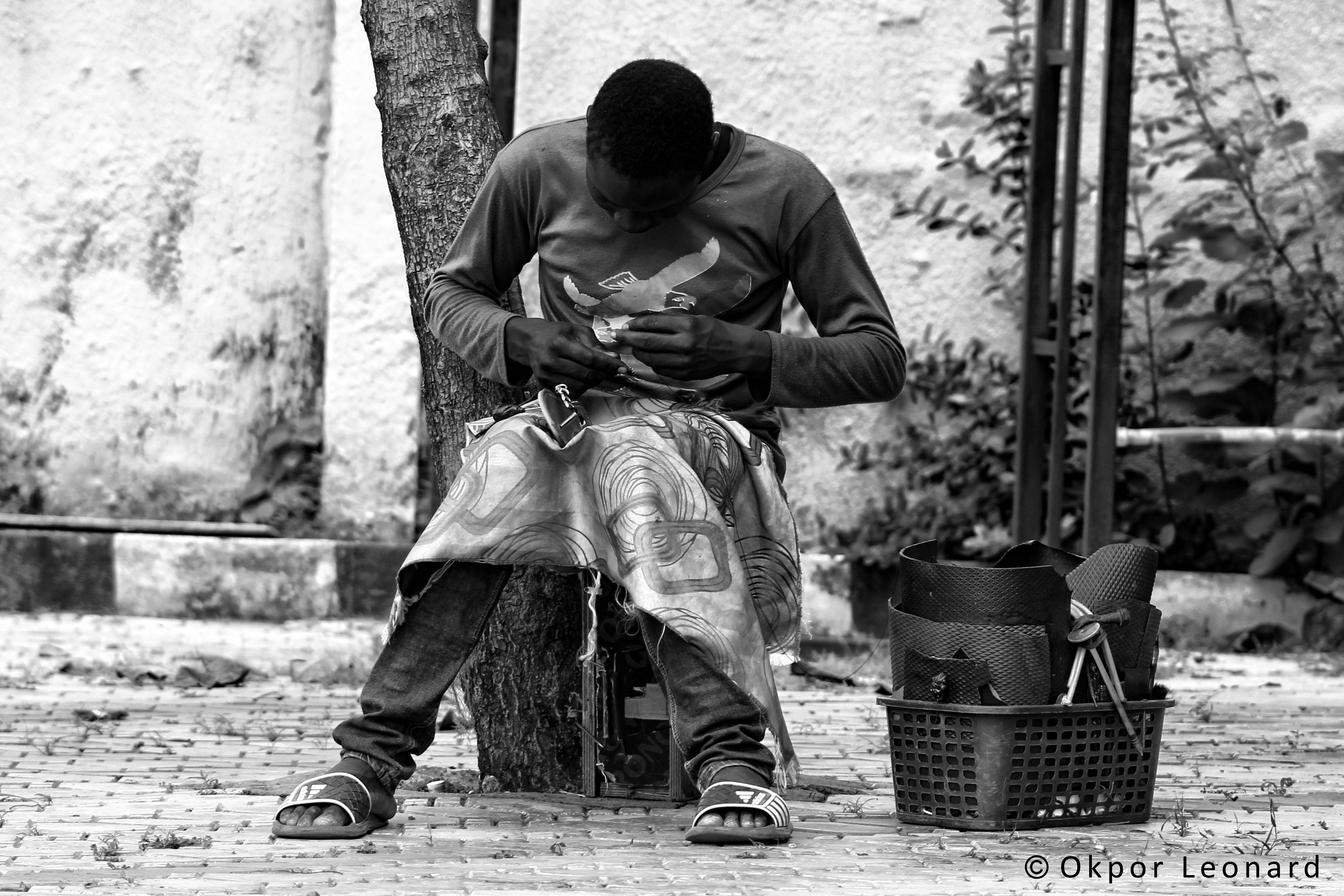
The Cobbler.

Pour plus de détails, voir Fiche technique et Distribution.
The Cobbler, ou Un cordonnier bien chaussé au Québec, est un film américain réalisé par Tom McCarthy, sorti en 2014.

## Synopsis
Max Simkin, un cordonnier, découvre une machine qui lui permet de prendre l'apparence de ses clients s'il enfile leurs chaussures.

## Fiche technique
- Titre original : The Cobbler
- Titre québécois : Un cordonnier bien chaussé
- Réalisation : Tom McCarthy
- Scénario : Tom McCarthy et Paul Sado
- Musique : John Debney et Nick Urata
- Photographie : W. Mott Hupfel III
- Montage : Tom McArdle (en)
- Production : Tom McCarthy et Mary Jane Skalski (en)
- Société de production : Voltage Pictures (en), Next Wednesday Productions, Golden Spike et Voltage Pictures (en)
- Société de distribution : Image Entertainment (États-Unis), Netflix
- Pays :  États-Unis
- Genre : Comédie dramatique et fantastique
- Durée : 99 minutes
- Dates de sortie : 13 mars 2015

## Distribution
- Adam Sandler (VQ: Alain Zouvi) : Max Simkin
- Method Man (VQ : Jean-François Beaupré) : Leon Ludlow
- Dustin Hoffman (VQ : Guy Nadon) : Abraham Simkin
- Steve Buscemi (VQ : François Sasseville) : Jimmy
- Melonie Diaz (VQ : Agathje Lanclôt) : Carmen Herrara
- Ellen Barkin (VQ : Claudine Chatel) : Elaine Greenawalt
- Dan Stevens (VQ : Maël Davan-Soulas) : Emiliano
- Sondra Jamesas : Anna O'Hara
- Dascha Polanco : Macy
- Lynn Cohen : Sarah Simkin
- Fritz Weaver : Mr. Solomon
- Kim Cloutier : Taryn
- Adam B. Shapiro : Schneider
- Danny Mastrogiorgio : Brian
- Elena Kampouris : Alexia

## Accueil
Le film a reçu un accueil défavorable de la critique. Il obtient un score moyen de 23 % sur Metacritic.